# Палау на Летњим олимпијским играма 2016.
Палау је на Летњим олимпијским играма 2016. у Рио де Жанеиру учествовао са петоро спортиста (три мушкарца и две жене), који су се такмичили у четири спорта. Било је то петоо по реду учешће ове земље на ЛОИ од њеног пријема у МОК.
Двојица од Палау олимпијаца већ су учествовала на Играма: Спринтер на 100 метара Родман Телтулл који је учествовао на прошлим играма и рвач слободним стилом у натежој категорији Флоријан Скиланг Теменгил који се после 8 година поново на Играма, којем је овог пута додељена улога носиоца националне заставе на церемонији свечаног отварања игара.
Палау је остао у групи земаља које до сада нису освајале олимпијске медаље.

## Учесници по дисциплинама
| Спорт        | Мушкарци | Жене | Укупно |
| ------------ | -------- | ---- | ------ |
| Атлетика     | 1        | 0    | 1      |
| Кајак и кану | 0        | 1    | 1      |
| Пливање      | 1        | 1    | 2      |
| Рвање        | 1        | 0    | 1      |
| Укупно (4)   | 3        | 2    | 5      |

## Резултати по дисциплинама

### Атлетика
Палау је добио универзални позивницу за једног мушког атлетичара да учествује на Играма.

#### Мушкарци
| Атлетичар Лични рекорд | Дисциплина | Предтакмичење | Предтакмичење | Група    | Група      | Полуфинале       | Полуфинале       | Финале           | Финале       | Детаљи |
| Атлетичар Лични рекорд | Дисциплина | Резултат      | Место         | Резултат | Место      | Резултат         | Место            | Резултат         | Место        | Детаљи |
| ---------------------- | ---------- | ------------- | ------------- | -------- | ---------- | ---------------- | ---------------- | ---------------- | ------------ | ------ |
| Родман Телтул 10,52 НР | 100 м      | 10,53         | 1. у гр. 3    | 10,64    | 8. у гр. 2 | Није се пласирао | Није се пласирао | Није се пласирао | 63 / 83 (84) |        |

### Кајак и кану

#### Кајак и кану на мирним водама
Жене
| Кајакашица       | Дисциплина | Група    | Група         | Полуфинале        | Полуфинале        | Финале            | Финале            |
| Кајакашица       | Дисциплина | Време    | Место         | Време             | Место             | Време             | Место             |
| ---------------- | ---------- | -------- | ------------- | ----------------- | ----------------- | ----------------- | ----------------- |
| Марина Торибионг | K-1 200 м  | 48.913   | 6. у гр. 1 КВ | 48.306            | 8. у пф 3         | Није се пласирала | Није се пласирала |
| Марина Торибионг | K-1 500 м  | 2:14,807 | 7, у гр. 2    | Није се пласирала | Није се пласирала | Није се пласирала | Није се пласирала |

## Пливање
Палау је добио универзални позив од ФИНА да пошаље два пливача (један мушкарац и једна жена) до Олимпијске игре.
Мушкарци
| Пливач               | Дисциплина    | Група    | Група     | Полуфинале       | Полуфинале       | Финале           | Финале | Детаљи |
| Пливач               | Дисциплина    | Резултат | Место     | Резултат         | Место            | Резултат         | Место  | Детаљи |
| -------------------- | ------------- | -------- | --------- | ---------------- | ---------------- | ---------------- | ------ | ------ |
| Шон Дингилијус-Волас | 50 м слободно | 26,78    | 4. у гр 3 | Није се пласирао | Није се пласирао | Није се пласирао | 72/85  |        |

Жене
| Пливачица        | Дисциплина    | Група | Група      | Полуфинале        | Полуфинале        | Финале            | Финале     | Детаљи |
| Пливачица        | Дисциплина    | Време | Пласман    | Време             | Пласман           | Време             | Пласман    | Детаљи |
| ---------------- | ------------- | ----- | ---------- | ----------------- | ----------------- | ----------------- | ---------- | ------ |
| Дирнгулбај Мисеч | 50 м слободно | 29,19 | 1. у гр. 3 | Није се пласирала | Није се пласирала | Није се пласирала | 65/88 (92) |        |

## Рвање
Палау је добио позив од Тројне комисије да на Игре пошаље рвача који ће се такмичити рвању слободним стилом до 125 кг, означавајући повратак нације у спорту након осам година паузе.
Слободни стил
| Рвач                      | Категорија | Квалификације      | Осмина финала      | Четвртфинале         | Полуфинале           | Репесаж 1            | Репесаж 2            | Финале / БМ          | Финале / БМ | Детаљи |
| Рвач                      | Категорија | Противник Резултат | Противник Резултат | Противник Резултат   | Противник Резултат   | Противник Резултат   | Противник Резултат   | Противник Резултат   | Пласман     | Детаљи |
| ------------------------- | ---------- | ------------------ | ------------------ | -------------------- | -------------------- | -------------------- | -------------------- | -------------------- | ----------- | ------ |
| Флоријан Скиланг Теменгил | до 125 кг  | слободан           |                    | није се квалификовао | није се квалификовао | није се квалификовао | није се квалификовао | није се квалификовао | 19          |        |

- ST - Изгубио без техничких поена